# Constantia (Nowy Jork)
Constantia – miasto w Stanach Zjednoczonych, w stanie Nowy Jork, w hrabstwie Oswego.